# No Place to Hide
No Place to Hide, también conocida como Rebel, es una película estadounidense de 1970 protagonizada por Sylvester Stallone. La trama se centra en la ciudad de Nueva York a finales de la década de 1960, donde un grupo de estudiantes planea realizar un atentado terrorista.
La película fue reeditada y estrenada nuevamente con el nombre Rebel, haciendo un mayor énfasis en el personaje de Stallone luego de que éste alcanzara la fama mundial. En 1990 la película fue editada de nuevo y adaptada al formato de comedia, publicada con el título A Man Called... Rainbo.

## Reparto
- Sylvester Stallone - Jerry Savage
- Tony Page - Tommy Trafler
- Rebecca Grimes	- Laurie Fisher
- Vickie Lancaster - Estelle Ferguson
- Dennis Tate - Ray Brown
- Barbara Lee Govan - Marlena St. James
- Roy White - William Decker
- Henry G. Sanders - James Henderson
- Jed Mills - Chuck Bradley
- David Orange - Richard Scott